# Cmentarz żydowski w Brzostku
Cmentarz żydowski w Brzostku – kirkut mieścił się na północ od miasta. Powstał zapewne w połowie XIX wieku. Ma powierzchnię 0,8 ha. Przed 1939 kirkut był ogrodzony drewnianym płotem, z bramą od strony południowej. Podczas okupacji na cmentarzu hitlerowcy dokonywali egzekucji Żydów brzosteckich. Podczas wojny cmentarny płot został rozebrany przez miejscową ludność. W czasach komunistycznych nekropolia została zdewastowana. Nagrobki zostały użyte przez okolicznych mieszkańców w celach budowlanych, między innymi do budowy przepustów pod drogami. Na części kirkutu wzniesiono po wojnie zabudowania Spółdzielni Kółek Rolniczych. W latach 90. XX wieku kirkut został upamiętniony pomnikiem, co postulowano jeszcze w latach osiemdziesiątych. 14 czerwca 2009 cmentarz został rekonsekrowany.